# Bitsie Tulloch
Elizabeth "Bitsie" Tulloch (født 19. januar 1981) er en amerikansk skuespiller som er mest kendt for at spille Juliette Silverton/Eve i tv-serien Grimm.